# Сакае Кадзухіто
Кадзухіто Сакае (яп. 栄 和人; нар. 19 червня 1960, Амамі, префектура Каґосіма) — японський борець вільного та греко-римського стилів, бронзовий призер чемпіонату світу, дворазовий чемпіон Азії, срібний призер Азійських ігор, учасник Олімпійських ігор у змаганнях з вілбної боротьби, срібний призер чемпіонату Азії з греко-римської боротьби.

## Життєпис
Закінчив Каґосімську комерційно-промислову середню школу (нині середня школа Сьонан) та Ніппонський університет спортивних наук.
У 1978 році, ще навчаючись у старшій школі, він здобув потрійну корону чемпіонатів серед старшокласників (Національний відбірковий турнір серед старшокласників, Міжшкільний чемпіонат та Національні атлетичні змагання). Він залишався непереможеним в офіційних матчах, і його переможна серія тривала, поки він не вступив до Ніппонського університету спортивних наук на першому курсі та не взяв участі у Всеяпонському чемпіонаті (вільний стиль у ваговій категорії до 62 кг), здобувши 116 перемог поспіль.
Він удосконалив свою майстерність, посівши 4-е місце на чемпіонаті світу серед юніорів (Монголія) у 1979 році та вигравши Всеяпонський університетський чемпіонат у 1980 році, а також вигравши свій перший Всеяпонський чемпіонат у 1983 році. Він також посів 4-е місце на чемпіонаті світу (Радянський Союз) та виграв чемпіонат Азії.
Хоча він і пропустив Олімпійські ігри 1984 року в Лос-Анджелесі, він посів друге місце на Азійських іграх 1986 року (Південна Корея) та третє на чемпіонаті світу 1987 року (Франція), а потім взяв участь в Олімпійських іграх 1988 року в Сеулі. Він шість разів вигравав Всеяпонський чемпіонат і входив до п'ятірки найкращих на всіх п'яти чемпіонатах світу, в яких брав участь.
У лютому 1990 року Кадзухіто переніс серйозну хворобу, яка поставила під загрозу його спортивну кар'єру, але наступного року повернувся та працював борцем та тренером у клубі «Кьотару». Однак він пропустив Олімпійські ігри 1992 року в Барселоні, і приблизно з 1994 року зосередилася на тренуванні жінок-борчинь.
У 1996 році його було призначено до старшої школи Жіночого університету Тюкйо в префектурі Айті. Відтоді семеро його учениць виграли олімпійські золоті медалі, і він підготував багатьох олімпійських та світових медалістів.
Серед його вихованок:
- Ітьо Тіхару — триразова чемпіонка та срібна призерка чемпіонатів світу, триразова чемпіонка Азії, чемпіонка Азійських ігор, дворазова володарка та срібна призерка Кубків світу, дворазова срібна призерка Олімпійських ігор.
- Йосіда Саорі — триразова олімпійська чемпіонка, тринадцятиразова чемпіонка світу.
- Іноуе Йосіко — дворазова бронзова призерка чемпіонатів світу, чемпіонка та дворазова бронзова призерка чемпіонатів Азії, бронзова призерка Кубку світу.
- Кай Юрі — бронзова призерка чемпіонату світу, дворазова срібна призерка чемпіонатів Азії, володарка Кубку світу.
- Нішимакі Міо — дворазова чемпіонка світу, чемпіонка Азії, срібна призерка Кубку світу.
- Сінкай Мамі — срібна призерка чемпіонату світу, чемпіонка та дворазова бронзова призерка чемпіонатів Азії, володарка Кубку світу.
- Досьо Сара — чемпіонка, дворазова бронзова та срібна призерка чемпіонатів світу, чотириразова чемпіонка Азії, дворазова володарка Кубків світу, чемпіонка Універсіади, чемпіонка Олімпійських ігор.
- Хігуті Рей — чемпіон та срібний призер Олімпійських ігор, чемпіон світу.
- Кіндзьо Рісако — чотириразова чемпіонка та срібна призерка чемпіонатів світу, чотириразова чемпіонка Азії, срібна призерка Азійських ігор, чотириразова володарка Кубків світу, чемпіонка Олімпійських ігор.
- Міямото Томое — бронзова призерка чемпіонату світу, чемпіонка та бронзова призерка чемпіонатів Азії, срібна призерка Східноазійських ігор.
- Сакамото Ері — бронзова призерка чемпіонату світу, срібна призерка чемпіонату Азії.
- Мукайда Маю — олімпійська чемпіонка, триразова чемпіонка та дворазова срібна призерка чемпіонатів світу, чемпіонка та срібна призерка чемпіонатів Азії, дворазова володарка Кубків світу.
- Окуно Харуна — дворазова чемпіонка світу, бронзова призерка Азійських ігор, володарка Кубку світу.
- Іто Аяка — срібна призерка чемпіонату Азії.
- Ватарі Ріо — бронзова призерка чемпіонату Азії, чемпіонка Азійських ігор, володарка Кубку світу, учасниця Олімпійських ігор.
- Сакагамі Кацукі — бронзова призерка чемпіонату Азії, бронзова призерка Азійських ігор, дворазова володарка Кубків світу.
- Кадзіта Мідзука — бронзова призерка чемпіонату Азії.
- Сібата Мідзухо — срібна призерка чемпіонату Азії.
- Ямана Кей — бронзова призерка чемпіонату Азії, срібна призерка Кубку світу.
- Урано Яйої — шестиразова чемпіонка та срібна призерка чемпіонатів світу, чемпіонка Азії.
- Міядзакі Мікіко — чемпіонка, срібна та бронзова призерка чемпіонатів світу, чемпіонка Азії.
- Сакае Рьоко — чемпіонка, срібна та дворазова бронзова призерка чемпіонатів світу, чемпіонка Азії.

### Родина
У 1992 році одружився з чемпіонкою світу того року в жіночій боротьбі Рьоко Сакае

## Спортивні результати на міжнародних змаганнях

### Виступи на Олімпіадах
| Змагання                    | Збірна | Вагова категорія                 | Місце                         |
| --------------------------- | ------ | -------------------------------- | ----------------------------- |
| Літні Олімпійські ігри 1988 | Японія | греко-римська боротьба, до 62 кг | вибув після четвертого раунду |

### Виступи на Чемпіонатах світу
| Змагання                        | Збірна | Вагова категорія          | Місце  |
| ------------------------------- | ------ | ------------------------- | ------ |
| Чемпіонат світу з боротьби 1983 | Японія | вільна боротьба, до 62 кг | 4      |
| Чемпіонат світу з боротьби 1985 | Японія | вільна боротьба, до 62 кг | 5      |
| Чемпіонат світу з боротьби 1986 | Японія | вільна боротьба, до 62 кг | 4      |
| Чемпіонат світу з боротьби 1987 | Японія | вільна боротьба, до 62 кг | Бронза |
| Чемпіонат світу з боротьби 1989 | Японія | вільна боротьба, до 62 кг | 5      |

### Виступи на Чемпіонатах Азії
| Змагання                       | Збірна | Вагова категорія                 | Місце  |
| ------------------------------ | ------ | -------------------------------- | ------ |
| Чемпіонат Азії з боротьби 1983 | Японія | вільна боротьба, до 62 кг        | Золото |
| Чемпіонат Азії з боротьби 1983 | Японія | греко-римська боротьба, до 62 кг | Срібло |
| Чемпіонат Азії з боротьби 1989 | Японія | вільна боротьба, до 62 кг        | Золото |

### Виступи на Азійських іграх
| Змагання           | Збірна | Вагова категорія          | Місце  |
| ------------------ | ------ | ------------------------- | ------ |
| Азійські ігри 1986 | Японія | вільна боротьба, до 62 кг | Срібло |

### Виступи на змаганнях молодших вікових груп
| Змагання                                      | Збірна | Вагова категорія          | Місце |
| --------------------------------------------- | ------ | ------------------------- | ----- |
| Чемпіонат світу з боротьби серед юніорів 1979 | Японія | вільна боротьба, до 62 кг | 4     |